# Санта-Барбара-де-Пинто
Санта-Барбара-де-Пинто (исп. Santa Bárbara de Pinto), также известен как Пинто — город и муниципалитет на севере Колумбии, на территории департамента Магдалена.

## История
Поселение, из которого позднее вырос город, было основано в 1741 году. Муниципалитет Санта-Барбара-де-Пинто был выделен в отдельную административную единицу в 2000 году.

## Географическое положение
Город расположен в юго-западной части департамента, на правом берегу рукава Момпос реки Магдалена, на расстоянии приблизительно 204 километров к юго-юго-западу (SSW) от Санта-Марты, административного центра департамента Магдалена. Абсолютная высота — 23 метра над уровнем моря.

Муниципалитет Санта-Барбара-де-Пинто граничит на востоке и юго-востоке с территорией муниципалитета Санта-Ана, на северо-востоке, севере и северо-западе — с муниципалитетом Плато, на западе и юго-западе — с территорией департамента Боливар. Площадь муниципалитета составляет 502 км².

## Население
По данным Национального административного департамента статистики Колумбии, совокупная численность населения города и муниципалитета в 2015 году составляла 12 610 человек.
Динамика численности населения муниципалитета по годам:
| 2005   | 2006   | 2007   | 2008   | 2009   | 2010   | 2011   | 2012   | 2013   | 2014   | 2015   |
| ------ | ------ | ------ | ------ | ------ | ------ | ------ | ------ | ------ | ------ | ------ |
| 11 108 | 11 249 | 11 394 | 11 530 | 11 669 | 11 828 | 11 973 | 12 126 | 12 284 | 12 442 | 12 610 |

Согласно данным переписи 2005 года мужчины составляли 53,1 % от населения Санта-Барбара-де-Пинто, женщины — соответственно 46,9 %. В расовом отношении белые и метисы составляли 69,9 % от населения города; негры, мулаты и райсальцы — 30,1 %.
Уровень грамотности среди всего населения составлял 79,8 %.

## Экономика
Основу экономики Санта-Барбара-де-Пинто составляет сельскохозяйственное производство.

68,5 % от общего числа городских и муниципальных предприятий составляют предприятия торговой сферы, 16,9 % — предприятия сферы обслуживания, 13,5 % — промышленные предприятия, 1,1 % — предприятия иных отраслей экономики.